# Blesdijke
Blesdijke (en frisón occidental: Blesdike) es un pueblo en Weststellingwerf en la provincia de Friesland, Países Bajos. Tenía una población de alrededor de 460 en 2008, siendo que ha ido en aumento en años recientes llegando a los 500 en el 2022. 

## Historia
El pueblo fue mencionado por primera vez en 1350 como Blesdic, y significa dique en un lugar desnudo. Blesdijke se desarrolló a finales de la Edad Media en el camino de Oldemarkt a Noordwolde. En 1361 y febrero de 1362, el obispo Jan van Arkel llevó a cabo dos expediciones punitivas en el Stellingwerven, cuando los agricultores no quisieron pagar los tributos impuestos. Van Arkel es el propietario del castillo de Vollenhove. Las casas fueron saqueadas e incendiadas y, como recompensa, se permitió a los hombres del obispo saquear una aldea sin nombre cerca de Drenthe. Podría haber sido Blesdijke o Noordwolde. En el año 1413, las aldeas de Blesdijke, Peperga y Lemsterhoek fueron incendiadas por el siguiente obispo de Utrecht, Frederik van Blankenheim, debido a un desacuerdo sobre las rentas.
La iglesia reformada holandesa data de 1843 y tiene una torre de madera. El edificio reemplaza a una iglesia que se derrumbó en 1836.
En el Nijkspolder, por encima de Blesdijke, se encontraba el campo penal de It Petgat para prisioneros judíos durante la Segunda Guerra Mundial.
Castle Old Stoutenburght es una locura que pretende reproducir cómo era un castillo medieval. Desde 2021, el castillo tiene cuatro torres y mide unos 27 metros (29,5 yd) altura, tras haber pasado por varias reformas cada cierto tiempo.

## Demografía
Blesdijke tenía 393 habitantes en 1840. La población fue creciendo hasta mediados del siglo XX. Desde entonces, ha ido descendiendo gradualmente, hasta estabilizarse en la actualidad.
| Gráfica de evolución demográfica de Blesdijke entre 1850 y 2023 |
|                                                                 |

## Galería

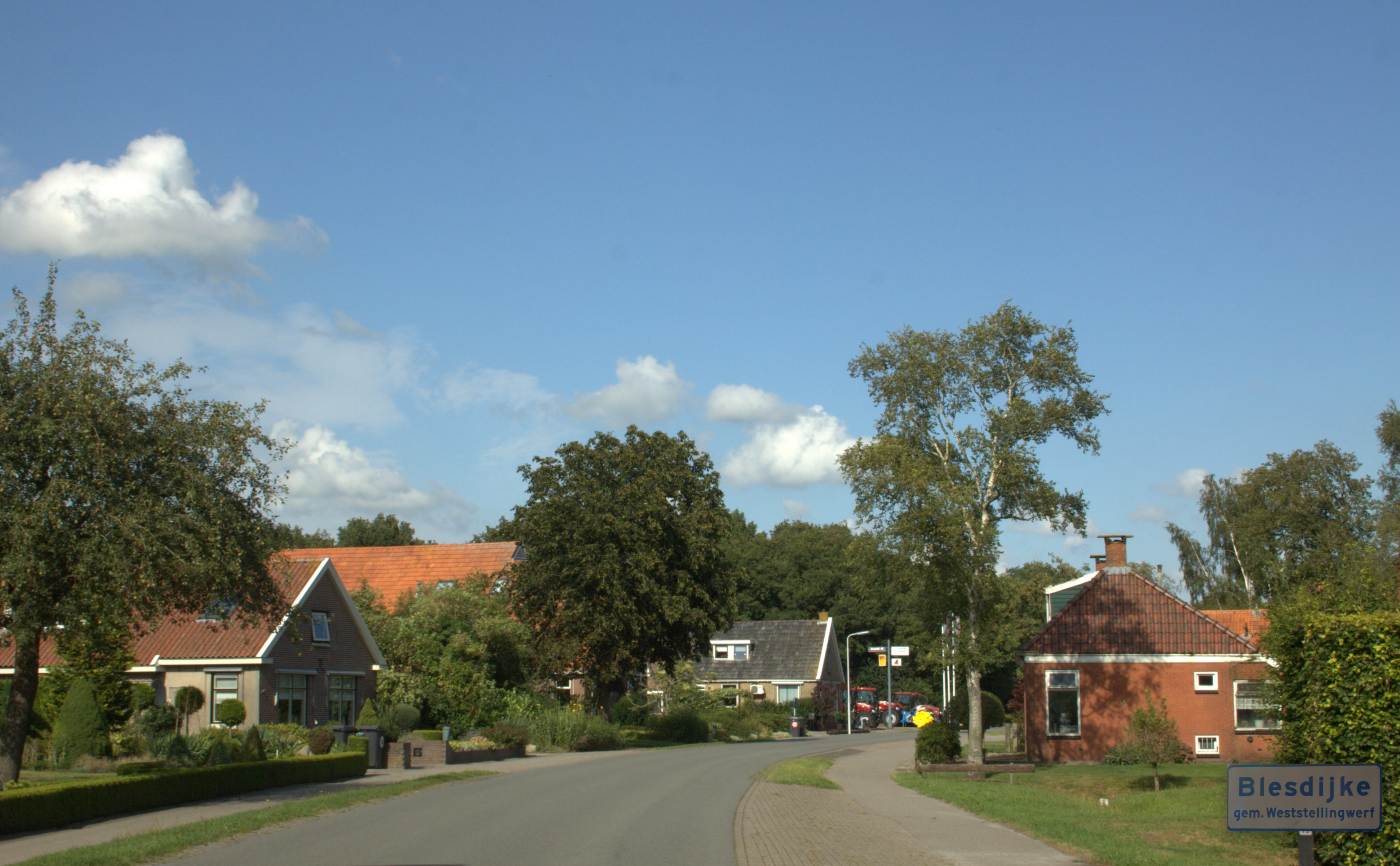
Vista de calle
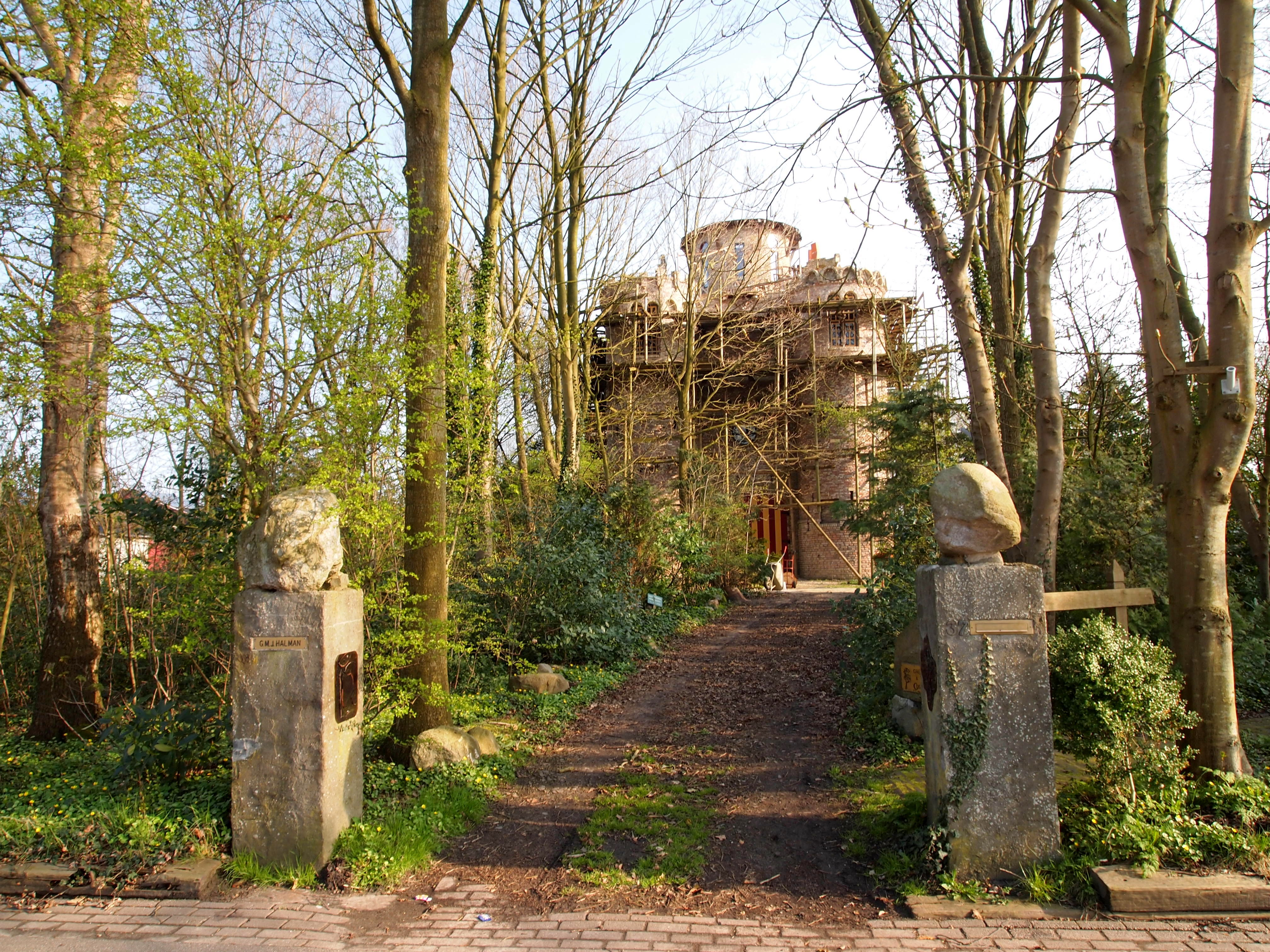
Castillo Viejo Stoutenburght
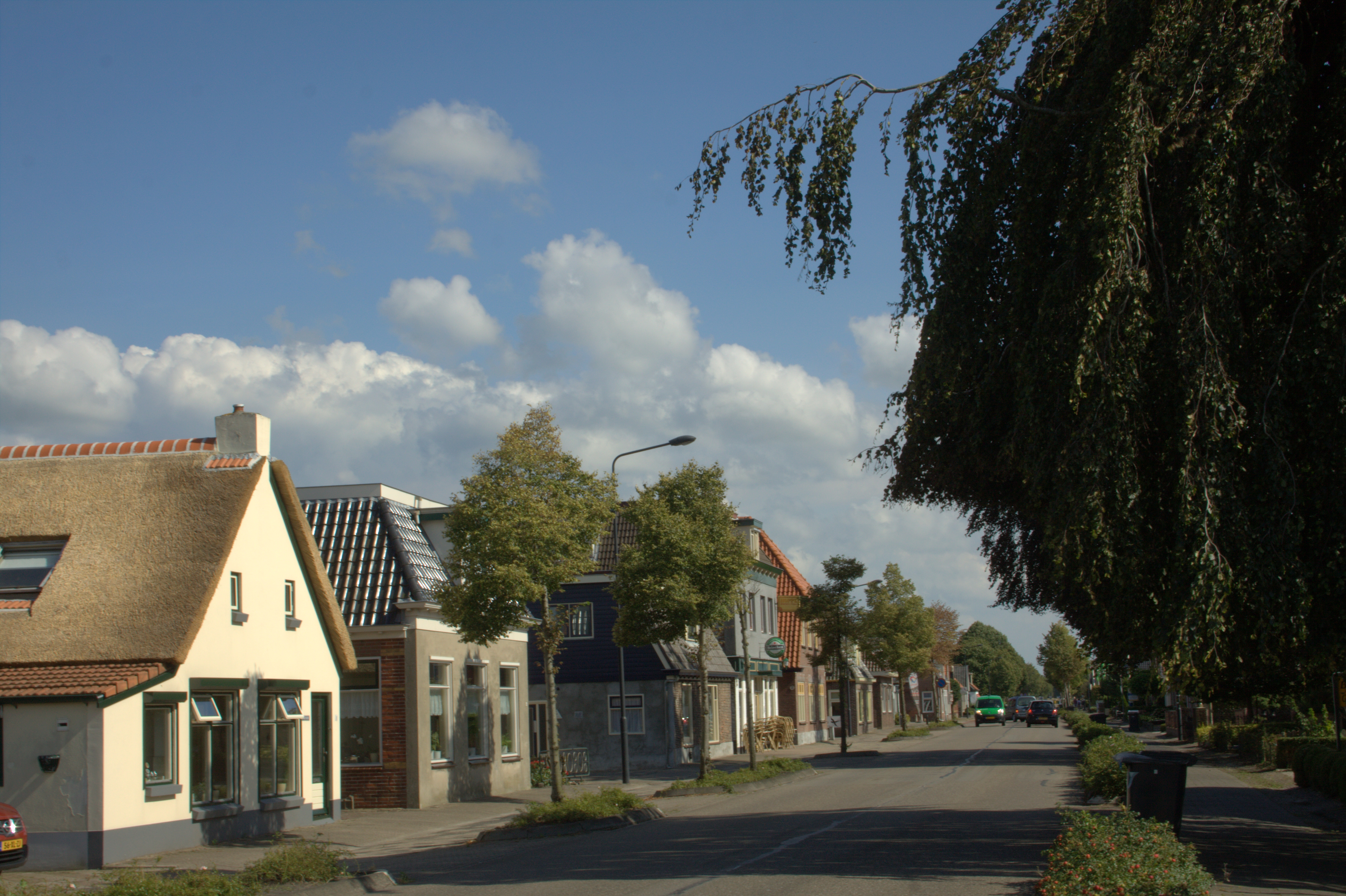
Vista de calle
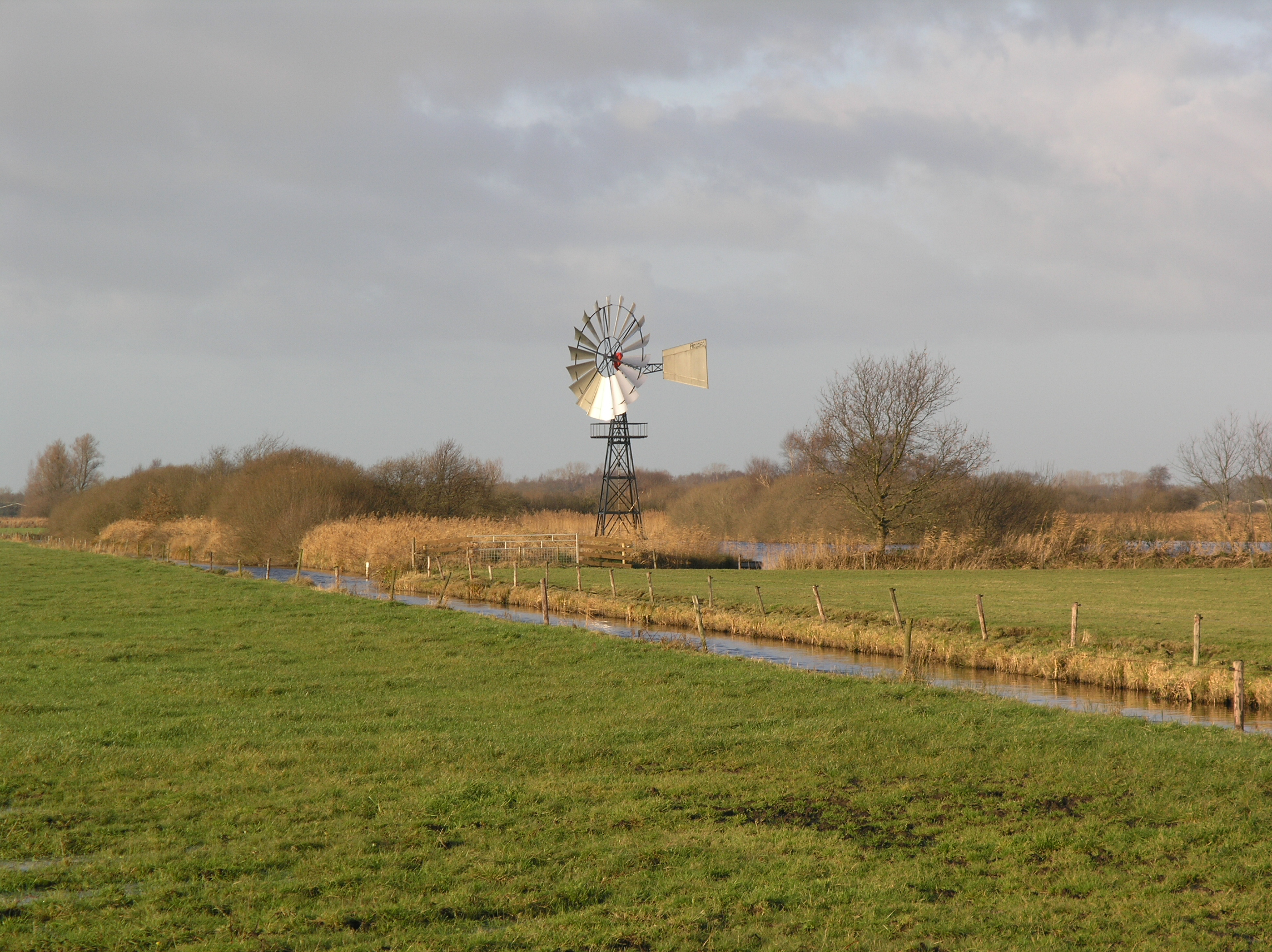
Motor de viento